# Edizioni de Il processo di Biscardi
In questa voce sono elencate e descritte le edizioni del programma televisivo italiano Il processo di Biscardi, in onda dal 1993 su diverse reti televisive. Attualmente il programma è giunto alla 31ª edizione nella stagione 2024-2025.
Il programma non andò in onda nella stagione 2016-2017. Inoltre, per sei stagioni (1994-1995, 1995-1996, 1996-1997, 2013-2014, 2014-2015 e 2015-2016) la trasmissione fu diretta concorrente de Il processo del lunedì, andato in onda sulla Rai con altri conduttori.

## Edizioni 1993-1996 (TELE+2)

### 1ª edizione (1993-1994)
- Messa in onda: dal 30 agosto 1993 al 2 maggio 1994.
- Rete: TELE+2
- Puntate: 34 (complessive: 1–34)
- Conduce Aldo Biscardi con Ambra Orfei
- Regia: Rinaldo Gaspari
- Arrangiamento sigla: Gabriele Comeglio

Prima edizione con il nuovo nome della trasmissione ma con identica formula. A differenza de Il processo del lunedì, Biscardi conduce il programma da Milano.

### 2ª edizione (1994-1995)
- Messa in onda: dal 5 settembre 1994 al 5 giugno 1995.
- Rete: TELE+2
- Puntate: 34 (complessive: 35–68)
- Conduce Aldo Biscardi con Ambra Orfei
- Regia: Rinaldo Gaspari
- Arrangiamento sigla: Gabriele Comeglio

La trasmissione diventa itinerante, ogni settimana va in onda da una città diversa, diventando il "Processo sotto casa tua".

### 3ª edizione (1995-1996)
- Messa in onda: dal 28 agosto 1995 al 13 maggio 1996.
- Rete: TELE+2
- Puntate: 34 (complessive: 69–102)
- Conduce Aldo Biscardi con Roberta Termali
- Regia: Rinaldo Gaspari
- Arrangiamento sigla: Gabriele Comeglio

Da questa edizione il programma va in onda dall'Hotel Forte Crest di San Donato Milanese. È l'ultima edizione andata in onda su TELE+2.

## Edizioni 1996-2006 (Telemontecarlo/La7)

### 4ª edizione (1996-1997)
- Messa in onda: dal 9 settembre 1996 al 2 giugno 1997.
- Rete: Telemontecarlo
- Puntate: 34 (complessive: 103–136)
- Conduce Aldo Biscardi con Sara Ventura
- Regia: Massimiliano Moccia
- Arrangiamento sigla: Umberto Iervolino

Da questa edizione il programma va in onda su Telemontecarlo.

### 5ª edizione (1997-1998)
- Messa in onda: dal 1° settembre 1997 al 17 maggio 1998.
- Rete: Telemontecarlo
- Puntate: 34 (complessive: 137–170)
- Conduce Aldo Biscardi con Simona Saia
- Regia: Massimiliano Moccia
- Arrangiamento sigla: Umberto Iervolino

L'edizione si segnala per la curiosa rubrica "MosKandiskij", nella quale Maurizio Mosca recensisce quadri di famosi artisti del novecento, mettendo a frutto i suoi studi sulle avanguardie pittoriche. È rimasta nella storia la puntata in cui Mosca, dichiaratosi "Grande estimatore di Benjamin", si vide rispondere da un perplesso Biscardi: "Ma chi, Santos?". Mosca si riferiva a Walter Benjamin, noto filosofo, mentre Biscardi a Benjamìn Santos, calciatore argentino che militò nel Torino e lo allenò tra il 1960 e il 1963.

### 6ª edizione (1998-1999)
- Messa in onda: dal 14 settembre 1998 al 24 maggio 1999.
- Rete: Telemontecarlo
- Puntate: 34 (complessive: 171–204)
- Conduce Aldo Biscardi con Angelica Russo
- Regia: Massimo Manni
- Arrangiamento sigla: Umberto Iervolino

Oltre allo studio di Milano venne aggiunto un altro studio a Roma dove c'erano gli altri ospiti e opinionisti della trasmissione. La moviola diventa "Supermoviola", una virtual-reality esclusiva della trasmissione, dove la tecnologia di origine militare determina con esattezza la posizione dei giocatori, arbitri e pallone in relazione al campo di calcio.

### 7ª edizione (1999-2000)
- Messa in onda: dal 30 agosto 1999 al 14 maggio 2000.
- Rete: Telemontecarlo
- Puntate: 34 (complessive: 205–238)
- Conduce Aldo Biscardi con Michela Bruni
- Regia: Massimo Manni
- Arrangiamento sigla: Umberto Iervolino

È l'edizione del ventennale del Processo, considerate anche quelle andate in onda sulla Rai. Prima del programma va in onda un'anteprima, intitolata Prima del Processo, condotta da Maria Monsè. L'ultima puntata andò in onda eccezionalmente di domenica, nel giorno dello scudetto della Lazio e del diluvio di Perugia che costò lo scudetto alla Juventus, e Maurizio Mosca iniziò quella puntata pronunciando una frase divenuta celebre, "Il campionato è falsato".

### 8ª edizione (2000-2001)
- Messa in onda: dal 2 ottobre 2000 al 18 giugno 2001.
- Rete: Telemontecarlo
- Puntate: 34 (complessive: 239–272)
- Conduce Aldo Biscardi con Federica Fontana
- Regia: Massimo Manni
- Arrangiamento sigla: Umberto Iervolino

Ultima edizione andata in onda su Telemontecarlo.

### 9ª edizione (2001-2002)
- Messa in onda: dal 27 agosto 2001 al 6 maggio 2002.
- Rete: La7
- Puntate: 34 (complessive: 273–306)
- Conduce Aldo Biscardi con Anna Rigon
- Regia: Massimo Manni
- Arrangiamento sigla: Fabio Coppini

Prima edizione della trasmissione andata in onda su La7, uno dei pochi programmi a salvarsi dal vecchio palinsesto di Telemontecarlo.

### 10ª edizione (2002-2003)
- Messa in onda: dal 16 settembre 2002 al 25 maggio 2003.
- Rete: La7
- Puntate: 34 (complessive: 307–341)
- Conduce Aldo Biscardi con Vanesa Daniela Villafane
- Regia: Massimo Manni
- Arrangiamento sigla: Fabio Coppini

La realizzazione della Supermoviola viene affidata a Giuseppe Galliano che ne aumenta il grado di realismo e precisione.

### 11ª edizione (2003-2004)
- Messa in onda: dal 1° settembre 2003 al 17 maggio 2004.
- Rete: La7
- Puntate: 34 + 34 BiscarDiVenerdì (complessive: 342–375)
- Conduce Aldo Biscardi con Federica Ridolfi
- Regia: Massimo Manni
- Logo e sigla: Alberto Traverso, Elena Andreoli
- Arrangiamento sigla: Fabio Coppini

In questa stagione il programma si sdoppia: oltre al lunedì, va in onda anche il venerdì con il titolo BiscarDiVenerdì e con opinionista Diego Armando Maradona.

### 12ª edizione (2004-2005)
- Messa in onda: dal 13 settembre 2004 al 30 maggio 2005.
- Rete: La7
- Puntate: 38 (complessive: 376–413)
- Conduce Aldo Biscardi con Jennipher Rodriguez
- Regia: Massimo Manni
- Arrangiamento sigla: Fabio Coppini

È l'edizione del venticinquesimo anniversario del Processo.

### 13ª edizione (2005-2006)
- Messa in onda: dal 29 agosto 2005 al 15 maggio 2006.
- Rete: La7
- Puntate: 38 (complessive: 414–451)
- Conduce Aldo Biscardi con Debora Salvalaggio
- Regia: Massimo Manni
- Arrangiamento sigla: Fabio Coppini

Dopo dodici anni, Aldo Biscardi torna a condurre il programma da Roma. È l'ultima edizione della trasmissione andata in onda su La7.

## Edizioni 2006-2016 (7 Gold, Dahlia Tv, T9, Italia53, Sport1, Nuvola61)

### 14ª edizione (2006-2007)
- Messa in onda: dall'11 settembre 2006 al 28 maggio 2007.
- Rete: 7 Gold
- Puntate: 38 (complessive: 452–489)
- Conduce Aldo Biscardi con Mara Cocchini
- Regia: Giancarlo Nicotra
- Arrangiamento sigla: Michele Monestiroli

Da questa edizione la trasmissione va in onda su 7 Gold spostandosi negli studi del circuito ad Assago, in provincia di Milano.

### 15ª edizione (2007-2008)
- Messa in onda: dal 27 agosto 2007 al 19 maggio 2008.
- Rete: 7 Gold
- Puntate: 38 (complessive: 490–527)
- Conduce Aldo Biscardi con Reda Lapaite
- Regia: Giancarlo Nicotra
- Arrangiamento sigla: Michele Monestiroli

### 16ª edizione (2008-2009)
- Messa in onda: dal 1° settembre 2008 al 1° giugno 2009.
- Rete: 7 Gold
- Puntate: 38 (complessive: 528–565)
- Conduce Aldo Biscardi con Lisa Migatchleva
- Regia: Antonio Gerotto
- Arrangiamento sigla: Michele Monestiroli

### 17ª edizione (2009-2010)
- Messa in onda: dal 24 agosto 2009 al 17 maggio 2010.
- Rete: 7 Gold
- Puntate: 38 (complessive: 566–603)
- Conduce Aldo Biscardi con Elisa Sciuto
- Regia: Fabiano Foschini
- Sigla: Stelvio Cipriani
- Arrangiamento sigla: Daniele Parziani

È l'edizione del trentesimo anniversario del Processo. La Scheda è affidata ai fratelli Ariel e Vittorio Feltri, il Moviolone a Maurizio Biscardi, il Calciomercato a Fabio Santini.

### 18ª edizione (2010-2011)
- Messa in onda: dal 30 agosto 2010 al 23 maggio 2011.
- Rete: 7 Gold
- Puntate: 38 (complessive: 604–641)
- Conduce Aldo Biscardi con Sara Ventura
- Regia: Fabiano Foschini
- Arrangiamento sigla: Daniele Parziani

In questa edizione si registra il ritorno alla co-conduzione di Sara Ventura, che aveva svolto tale ruolo in trasmissione nella stagione 1996-1997.

### 19ª edizione (2011-2012)
- Messa in onda: dal 12 settembre 2011 al 14 maggio 2012.
- Rete: 7 Gold
- Puntate: 38 (complessive: 642–679)
- Conduce Aldo Biscardi con Sara Ventura
- Regia: Fabiano Foschini
- Arrangiamento sigla: Daniele Parziani

È l'edizione del trentaduesimo anniversario del Processo, che fa registrare buoni ascolti. Tra gli ospiti più noti si ricordano Silvio Berlusconi e Pippo Baudo, tifosi rispettivamente del Milan e della Juventus.

### 20ª edizione (2012-2013)
- Messa in onda: dal 27 agosto 2012 al 20 maggio 2013.
- Rete: 7 Gold
- Puntate: 38 (complessive: 680–717)
- Conduce Aldo Biscardi con Jessica Bellinghieri
- Regia: Fabiano Foschini
- Arrangiamento sigla: Daniele Parziani

Ospiti dallo studio di Milano Fabio Santini, Tiziano Crudeli, Guido Ambrosini ed Elio Corno, da Torino Bruno Bernardi e Gianfranco Accio, da Roma Marica Longini e Giorgio Martino, da Napoli Luigi Necco. È l'ultima edizione della trasmissione andata in onda su 7 Gold.

### 21ª edizione (2013-2014)
- Messa in onda: dal 26 agosto 2013 al 19 maggio 2014.
- Rete: T9
- Puntate: 38 (complessive: 718–755)
- Conduce Aldo Biscardi con Georgia Viero
- Regia: Alberto Gangi
- Arrangiamento sigla: Roberto Procaccini

È l'unica edizione del Processo andata in onda sull'emittente romana T9 e nelle successive settimane è stato visibile in tutta Italia su un circuito di tv locali.

### 22ª edizione (2014-2015)
- Messa in onda: dal 1° settembre 2014 al 1° giugno 2015.
- Rete: Italia 53
- Puntate: 38 (complessive: 756–793)
- Conduce Aldo Biscardi con Georgia Viero
- Regia: Alberto Gangi
- Arrangiamento sigla: Roberto Procaccini

Il programma passa sul canale Italia 53.

### 23ª edizione (2015-2016)
- Messa in onda: dal 24 agosto 2015 al 16 maggio 2016.
- Rete: Sport1, poi Nuvola61
- Puntate: 38 (complessive: 794–831)
- Conduce Aldo Biscardi con Georgia Viero
- Regia: Alberto Gangi
- Arrangiamento sigla: Luca Scarpa

Il programma passa su Sport 1, canale 61 del digitale terrestre, dal 14 marzo 2016 rinominato Nuvola61. È l'ultima edizione condotta da Aldo Biscardi: al termine viene annunciata la chiusura del programma.

## Edizioni 2017-2025 (7 Gold, Netweek)

### 24ª edizione (2017-2018)
- Messa in onda: dall'11 settembre 2017 al 21 maggio 2018.
- Rete: 7 Gold
- Puntate: 36 (complessive: 832–867)
- Conduce Giorgia Palmas con Elena Barolo
- Regia: Vito Trecarichi
- A cura di Aldo Biscardi (alla memoria) e Antonella Biscardi
- Arrangiamento sigla: Antonio Iammarino

Dopo un anno di pausa, il programma torna in onda dall'11 settembre 2017 su 7 Gold, realizzato negli studi del centro di produzione di Assago (Milano). Prima dell'inizio effettivo della trasmissione, viene dato uno spazio di trenta minuti a "L'Anteprima del Processo" con la conduzione di Elena Barolo e del figlio di Aldo, Maurizio Biscardi. Tra gli altri, partecipano come ospiti di puntata in puntata Elio Corno, Tiziano Crudeli, Ciccio Valenti, Massimo Brambati, Maurizio Ciccognani, Franco Melli, Filippo Tramontana e Roberto Bettega. Il "Moviolone", che prende il nome di "Var dello sport", è curato da Maurizio Biscardi, viene confermato per le notizie di calciomercato Fabio Santini ed interviene in ogni puntata anche Carlo Nesti.

### 25ª edizione (2018-2019)
- Messa in onda: dal 3 settembre 2018 al 27 maggio 2019.
- Rete: 7 Gold
- Puntate: 36 (complessive: 868–903)
- Conduce Michela Persico con Giovanna Martini
- Regia: Vito Trecarichi
- A cura di Antonella Biscardi e Maurizio Biscardi
- Arrangiamento sigla: Antonio Iammarino

Da questa edizione la trasmissione assume il nuovo titolo Il Processo e viene curata dai figli di Aldo Biscardi, Antonella e Maurizio. Quest'ultimo si occupa anche della rubrica "Var dello sport".

### 26ª edizione (2019-2020)
- Messa in onda: dal 2 settembre 2019 al 3 agosto 2020.
- Rete: 7 Gold
- Puntate: 37 (complessive: 904–940)
- Conduce Maurizio Biscardi con Georgia Viero
- Regia: Vito Trecarichi
- A cura di Antonella Biscardi e Maurizio Biscardi
- Arrangiamento sigla: Antonio Iammarino

### 27ª edizione (2020-2021)
- Messa in onda: dal 21 settembre 2020 al 24 maggio 2021.
- Rete: 7 Gold
- Puntate: 38 (complessive: 941–978)
- Conduce Maurizio Biscardi con Vittoria Castagnotto
- Regia: Vito Trecarichi
- A cura di Antonella Biscardi e Maurizio Biscardi
- Arrangiamento sigla: Antonio Iammarino

### 28ª edizione (2021-2022)
- Messa in onda: dal 13 settembre 2021 al 23 maggio 2022.
- Rete: 7 Gold
- Puntate: 36 (complessive: 949–1014)
- Conduce Maurizio Biscardi con Ylenia Totino
- Regia: Vito Trecarichi
- A cura di Antonella Biscardi e Maurizio Biscardi
- Arrangiamento sigla: Antonio Iammarino

### 29ª edizione (2022-2023)
- Messa in onda: dal 1° settembre 2022 al 5 giugno 2023.
- Rete: 7 Gold
- Puntate: 34 (complessive: 1015–1048)
- Conduce Maurizio Biscardi con Barbara Francesca Ovieni
- Regia: Vito Trecarichi
- A cura di Antonella Biscardi e Maurizio Biscardi
- Arrangiamento sigla: Antonio Iammarino

### 30ª edizione (2023-2024)
- Messa in onda: dal 4 settembre 2023 al 27 maggio 2024.
- Rete: 7 Gold (fino al 30 dicembre 2023), Netweek (dall'8 gennaio 2024)
- Puntate: 36 (complessive: 1049–1084)
- Conduce Maurizio Biscardi con Vittoria Castagnotto
- Regia: Vito Trecarichi (fino al 30 dicembre 2023), Luciano Davide Morelli (dall'8 gennaio 2024)
- A cura di Antonella Biscardi e Maurizio Biscardi
- Arrangiamento sigla: Antonio Iammarino

La trasmissione va in onda fino a dicembre sulla syndication 7 Gold ma, in seguito alla pausa natalizia, riprende dall'8 gennaio 2024 sul nuovo circuito Netweek, avente per capofila le emittenti Telecity e Gold TV. Il programma torna al titolo originale, Il processo di Biscardi e cambia anche studio di trasmissione, trasferendosi dagli studi di Telecity - 7 Gold di Assago (Milano) a quelli di Gold TV di Roma. Da gennaio 2024 la regia passa da Vito Trecarichi a Luciano Davide Morelli. Ospiti in studio Gaetano Pedullà, direttore de La Notizia, Carlo Taormina, Fabrizio Bocca, Carlo Paris, Gioia Masia e Augusto Sciscione, opinionisti in collegamento Marco Amelia dalla Spagna, Paolo Bargiggia da Milano, Marcello Chirico da Torino, Prof The Proof e il "Pampa" Sosa da Genova. L'anteprima é coordinata da Antonella Biscardi.

### 31ª edizione (2024-2025)
- Messa in onda: dal 2 settembre 2024 al 26 maggio 2025
- Rete: Netweek
- Puntate: 35 (complessive: 1085–1119)
- Conduce Maurizio Biscardi con Dana Ferrara
- Regia: Luciano Davide Morelli
- A cura di Antonella Biscardi e Maurizio Biscardi
- Arrangiamento sigla: Antonio Iammarino